# Romani CRISS
Centrul Romilor pentru Intervenție Socială și Studii (Romani CRISS) este o organizație neguvernamentală a cărei misiune este de a apăra drepturile romilor din România. A fost înființată la 4 aprilie 1993. Romani CRISS oferă asistență legală în cazurile de abuz și lucrează pentru combaterea și prevenirea discriminării rasiale împotriva romilor în toate domeniile vieții publice, inclusiv în educație, locuințe și sănătate.

## Premii și distincții
În 18 mai 1998, la Summitul UE–SUA din Londra, Romani CRISS a primit Premiul pentru Democrație și Societate Civilă, premiu oferit de către Uniunea Europeană și Statele Unite ale Americii. În 2008, Romani CRISS a obținut statutul Consiliul Economic și Social (ECOSOC) al ONU, fiind prima organizație de romi din România și a cincea din țară care obține statutul consultativ ECOSOC.